# Antonella Ragno-Lonzi
Antonella Ragno-Lonzi (Venecia, 6 de junio de 1940) es una deportista italiana que compitió en esgrima, especialista en la modalidad de florete.
Participó en cuatro Juegos Olímpicos de Verano entre los años 1960 y 1972, obteniendo en total tres medallas: bronce en Roma 1960, bronce en Tokio 1964 y oro en Múnich 1972. Ganó cuatro medallas en el Campeonato Mundial de Esgrima entre los años 1962 y 1967.

## Palmarés internacional
| Juegos Olímpicos   | Juegos Olímpicos         | Juegos Olímpicos  | Juegos Olímpicos    |
| Año                | Lugar                    | Medalla           | Prueba              |
| ------------------ | ------------------------ | ----------------- | ------------------- |
| 1960               | Roma (Italia)            | Medalla de bronce | Florete por equipos |
| 1964               | Tokio (Japón)            | Medalla de bronce | Florete individual  |
| 1972               | Múnich (RFA)             | Medalla de oro    | Florete individual  |
| Campeonato Mundial |                          |                   |                     |
| Año                | Lugar                    | Medalla           | Prueba              |
| 1962               | Buenos Aires (Argentina) | Medalla de bronce | Florete por equipos |
| 1963               | Danzig (Polonia)         | Medalla de bronce | Florete por equipos |
| 1965               | París (Francia)          | Medalla de bronce | Florete por equipos |
| 1967               | Montreal (Canadá)        | Medalla de plata  | Florete individual  |